# Anton Kerssemakers
Anton Kerssemakers, ook Toon Kers genoemd (Gestel (Eindhoven), 28 augustus 1846 - Eindhoven, 6 juli 1924), was een Nederlands kunstschilder. Van zijn hand verscheen in 1912 het artikel Herinneringen aan Vincent van Gogh in De Amsterdammer dat hij op zijn vriendschap met de meester-schilder baseerde.

## Biografie
Kerssemakers was een zoon van een textielfabrikant en een burgemeestersdochter en werd opgeleid tot leerlooier. Hij trouwde in 1875 en startte in datzelfde jaar een eigen leerlooibedrijf. Daarnaast was hij zadelmaker.
Het schilderen beoefende hij als hobby en in 1884 was hij bezig landschapschilderingen aan te brengen op de muren van zijn kantoor. Zijn verf haalde hij in deze tijd bij de verfhandel/drogisterij van Jantje Baijens aan het Stationsplein. In deze tijd kwam Vincent van Gogh eveneens voor verf in de winkel van Baijens, om in Eindhoven te werken aan schilderijen van de Genneper Watermolen. Baijens regelde dat beide schilders elkaar ontmoetten en nog dezelfde avond maakte hij een stilleven onder begeleiding van Van Gogh.
In de Nuenense periode (tot november 1885) ontmoetten ze elkaar vaker en er wordt ook vermoed dat Kerssemakers in het Eindhovense klasje heeft gezeten waaraan Van Gogh toen les gaf. In zijn latere werk is de stijl van Van Gogh bijvoorbeeld ook herkenbaar. In 1912 verscheen er een artikel van zijn hand in het weekblad De Amsterdammer met de titel Herinneringen aan Vincent van Gogh. Hierin haalde hij herinneringen op uit die tijd.
Beroepsmatig stond Kerssemakers van 1876 tot 1893 ingeschreven als looier. Vervolgens wijzigde zijn inschrijving in 1893 in kunstschilder en in 1900 (tot 1907) in tabaksagent (vertegenwoordiger).
In mei 1893, het eerste jaar dat hij als kunstschilder zijn brood verdiende, stond hij met landschappen op de tentoonstelling van de Vereeniging De Bouwkundige Vakken en in juli gaf hij zijn eerste expositie in de achterzaal van een café aan het Stationsplein die succesvol voor hem verliep. In januari van het jaar erop verkocht hij loten voor een gulden per stuk en wist hij zo met een verloting drie schilderijen te verkopen.
Hij richtte zich als kunstschilder in het algemeen op landschappen, stadsgezichten en genrevoorstellingen. Drie schilderijen en twee kleine pendant-doekjes met het monogram AK kwamen later in de collectie van Museum Kempenland in Eindhoven terecht. Verder zijn er sinds 2011 drie schilderijen in het bezit van de Stichting De Vrienden van Vincent van Gogh & Nuenen.

## Galerij
| Boerin in moestuin bij boerderij                   |  | Hutje in Nuenen |
| Boerin in moestuin bij boerderij, Eindhoven Museum |  | Hutje in Nuenen |

- Biografisch Portaal: 91941817
- RKD-Nederlands Instituut voor Kunstgeschiedenis: 44055
- Union List of Artist Names: 500081975
- Virtual International Authority File: 96268927